# Ядерна бомба Mark 21

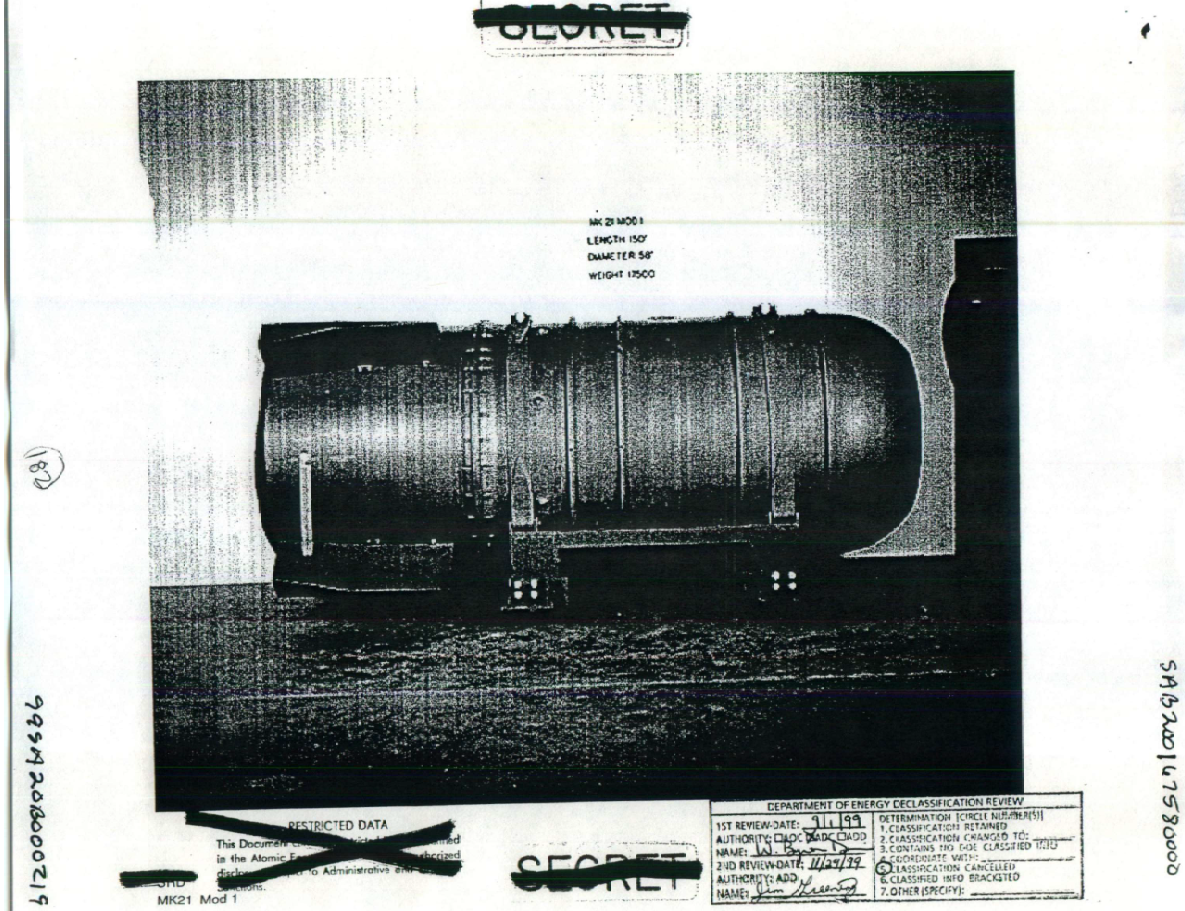
Вид збоку бомби Mk21 Mod 1

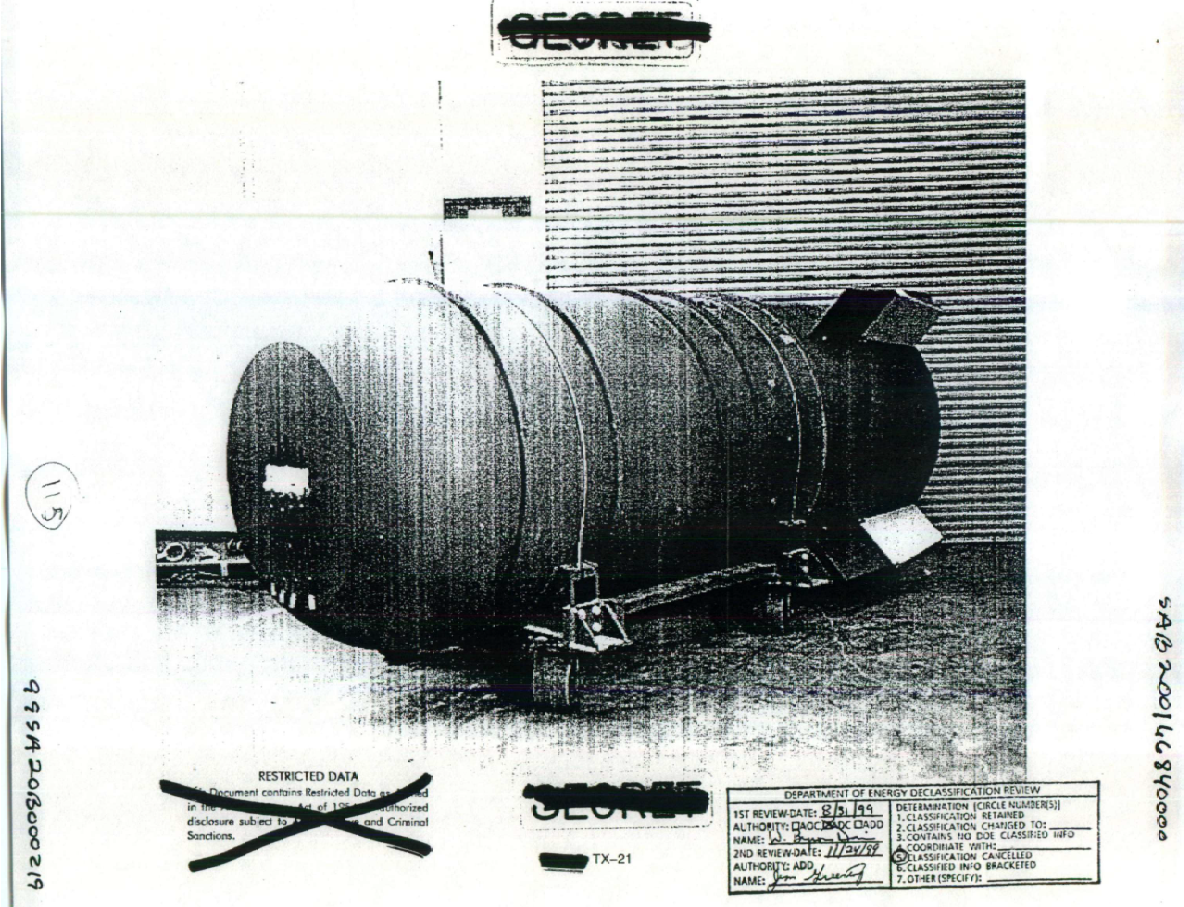
Бомба ТХ-21

Ядерна бомба Mark 21 — термоядерна гравітаційна бомба Сполучених Штатів, вперше виготовленою в 1955 році. Базуваоась на прототипі TX 21 "Shrimp", який був підірваний під час випробування Кастл Браво в березні 1954 року. У той час як більшість тестів Операції Кастл були призначені для оцінки зброї, призначеної для негайного накопичення, або яка вже була доступна для використання в рамках Програми надзвичайних можливостей, Кастл Браво мала на меті перевірити конструкцію, яка б різко зменшила розмір і вартість зброї. перше покоління авіаційної атомної зброї (Mk 14, Mk 17 і Mk 24).

## Дизайн
Бомба мала 3,7 м довжина, 1,49 в діаметрі 2,05 проміжок між плавниками і важить 8,000 кг. Mk 21 був вдвічі меншим за довжину і менш ніж вдвічі важчим за зброю Mk 17/24, яку він замінив. Mk 21 Y1 мав потужність від 18 до 19 мегатонн. «Чистий» Mk 21 Y2 (пізніше отримав назву Mk 26) був випробуваний при 4,5 мегатоннах. Усі 275 одиниць озброєння Mk 21 були версії Y1.
Серійне виробництво Mk 21 почалося в грудні 1955 року і тривало до липня 1956 року. Починаючи з червня 1957 року всі бомби Mk 21 були перероблені на більш досконалі Mk 36, які були зняті з озброєння в 1962 році.

## Система доставки
Mark 21 міг бути доставлений тільки бомбардувальником; його несли B-36 і B-47. Зброю носили в навісному апараті. Швидкість літака при випуску була обмежена 740 км/год, щоб не перевищувати поштовх відкриття парашута 6000 Gs. Бомба була оснащена двоступеневою системою розгортання, включаючи 7,3 метри основний стрічковий купол парашута, який забезпечував затримку до 108 секунд.
Для перевезення Mk 21 B-47 вимагав встановлення спеціальних виїмок у дверях бомбового відсіку.

## Тести
Mk 21 (Mk 21 Y1, версія в запасі) ніколи не випробувалася. Mk 21C (Mk 21 Y2) пройшов контрольні випробування під час операції Redwing  з потужністю 4,5 мегатонни.

## Технічні характеристики
- Довжина: 3,7 м
- Діаметр: 1,5 м
- Вага: 7983 кг
- Запал : Повітряний вибух — також був доступний контактний вибух.
- Потужність: 18-19 мегатонн
- Термоядерна зброя

## Користувачі
- ВПС США